# 상투메 프린시페의 재외공관 목록

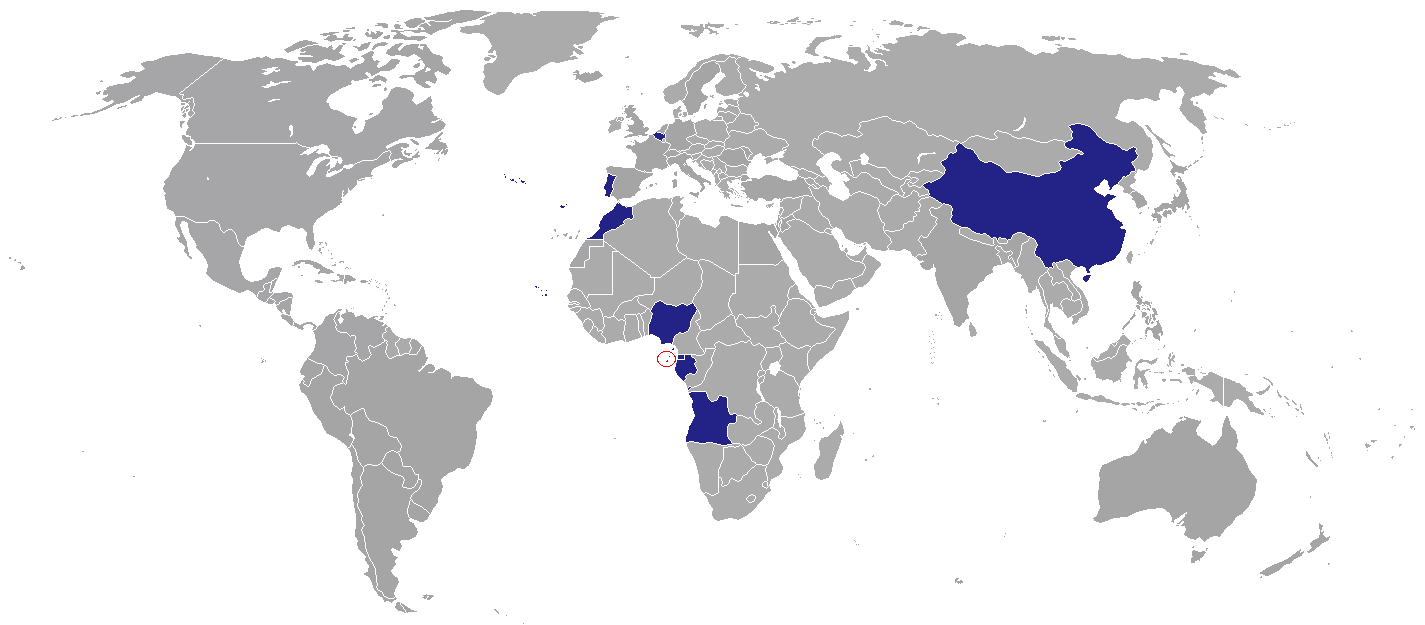
상투메 프린시페의 재외공관

상투메 프린시페의 재외공관 목록은 상투메 프린시페 주재 대사관을 각국에 상주시켜 놓는 것을 의미하며 상투메 프린시페의 재외공관을 나열한 목록이다.

## 아프리카
- 앙골라 : 루안다 (대사관)
- 가봉 : 리브르빌 (대사관)
- 나이지리아 : 아부자 (대사관)

## 아시아
- 중화인민공화국 : 베이징시 (대사관)

## 유럽
- 벨기에 : 브뤼셀 (대사관)
- 포르투갈 : 리스본 (대사관)

## 대표부
- EU 상투메 프린시페 정부 대표부 : 브뤼셀
- UN 상투메 프린시페 정부 대표부 : 뉴욕
- 포르투갈어 사용국 공동체 상투메 프린시페 정부 대표부 : 리스본